# Лит, Генри Фрэнсис
Генри Фрэнсис Лит (1 июня 1793, Эднам близ Келсо, Шотландия — 20 ноября 1847, Ницца) — шотландский англиканский пастор, теолог, поэт, автор церковных гимнов.

## Биография
Родился в семье морского офицера, который погиб в войне против Наполеона. Оставшись вскоре полным сиротой, воспитывался местным пастором, который отправил его на обучение в Королевскую школу в Эннискиллен.
В 1809 году Генри Лит переехал в Дублин, где изучал медицину в Тринити-колледже. Занимался медицинской практикой. Однако, получив несколько наград в области поэзии и литературы, решил посвятить себя богословию.
В 1814 году стал дьяконом, в следующем году был рукоположен. В том же 1815 году переехал в Тагмон и стал викарием.
Из-за проблем со здоровьем, ежегодного путешествовал на юг Англии. Весной 1816 года стал священнослужителем англиканской церкви. В 1817 году назначен пастором в Моразионе (Корнуолл).
В 1847 году у него был обнаружен туберкулёз, после чего он отправился в Италию на лечение. Умер 22 ноября 1847 года и был похоронен на кладбище в Ницце. 

## Творчество
Автор многих церковных гимнов, многие из которых и поныне используются в английских церквях.

## Избранные сочинения
- Observations on the scriptures, suited to the present juncture: In an sermon preached at St. Mary’s Chapel, Penzanze (1820)
- Poems: Chiefly Religious (London 1833)
- The Spirit of the Psalms (London 1834)
- Abide with me (1847)
- Praise my Soul, the King of Heaven (1834)
- God of Mercy, God of Grace (1834)
- Pleasant are Thy Courts Alone (1834)
- Manual of Devotion